# Calomyscidae
Famille
Calomyscidae est une famille de rongeurs. Auparavant le contenu de cette famille était placé sous la famille Muridae, mais les études récentes tendent à faire de cette famille la super-famille Muroidea et à distinguer en réalité six familles, dont celle des Calomyscidae.

## Liste des genres
Selon MSW :
- genre Calomyscus - hamster souriciforme
  - Calomyscus bailwardi
  - Calomyscus baluchi
  - Calomyscus elburzensis
  - Calomyscus grandis
  - Calomyscus hotsoni
  - Calomyscus mystax
  - Calomyscus tsolovi
  - Calomyscus urartensis